# 艾伦·艾克本

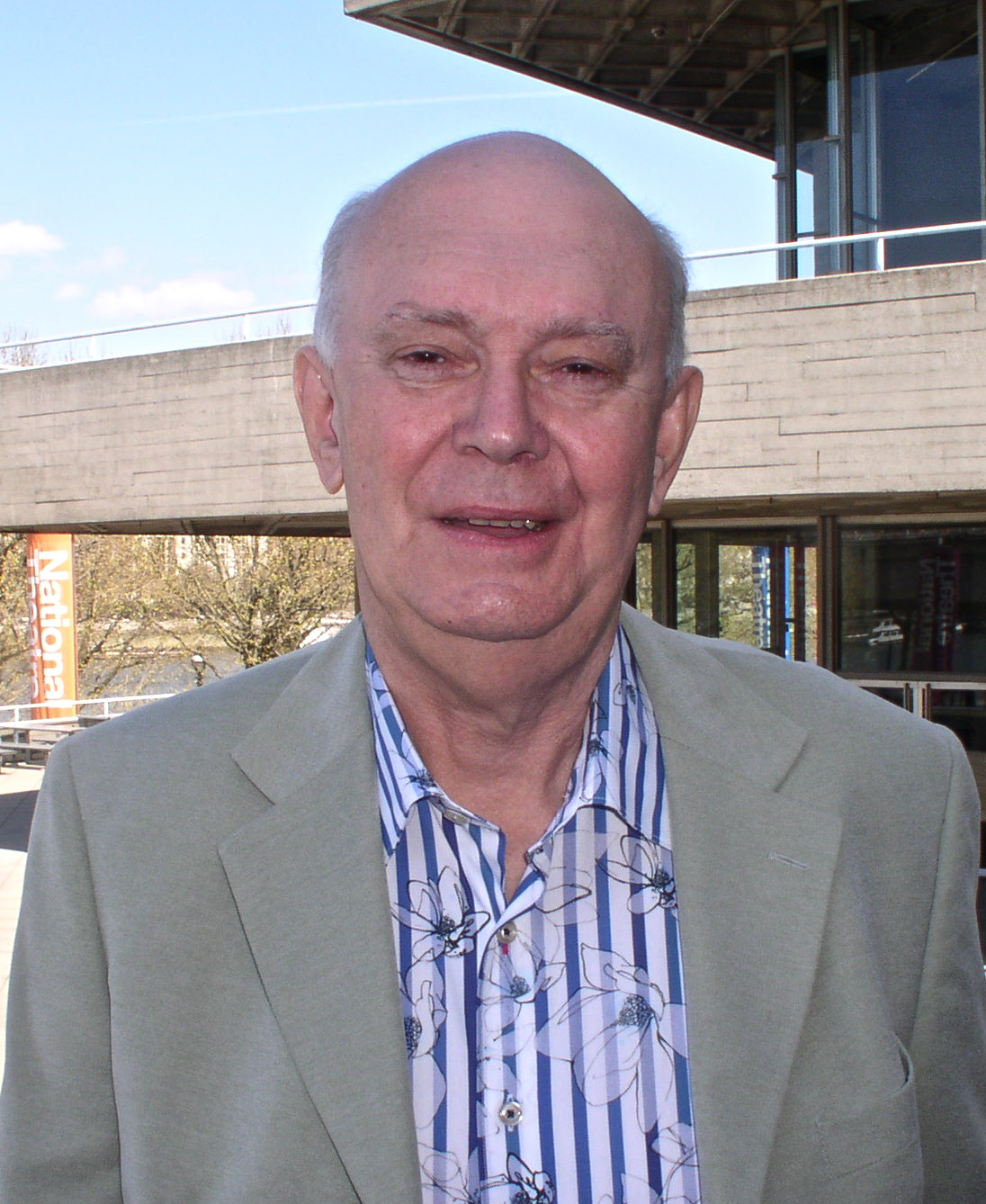
艾伦·艾克本

艾伦·艾克本CBE FRSA （1939年4月12日—）是一位英国剧作家和导演。他創作的作品已在西区剧院、皇家國家劇院以及百老匯劇院上演。1985年，他獲得劳伦斯·奥利弗奖。2008年，他入选美国戏剧名人堂。